# Кремона, Луиджи
Луи́джи Кремо́на (итал. Luigi Cremona; 7 декабря 1830, Павия, Австрийская империя, ныне Италия — 10 июня 1903, Рим, Италия) — итальянский математик.
Иностранный член Лондонского королевского общества (1879), корреспондент Парижской академии наук (1898).

## Биография
Брат художника Транквилло Кремона.
В 1848 году участвовал в войнах за независимость Италии. По окончании учёбы в Павийском университете был назначен учителем в Кремонской гимназии, в 1860-м — профессором высшей геометрии в Болонском университете, а позднее — в Миланском техническом институте. В 1873-м был назначен профессором в Римском политехникуме, а позже — его директором и сенатором.
Был масоном, что подтверждается «Масонским обозрением» за 1903 год.

## Вклад в науку
Кремоне принадлежит несколько важных работ в начертательной геометрии и графической статике. Важный вклад он внёс в проективную и алгебраическую геометрию. Его работа о плоских алгебраических кривых была премирована Берлинской академией наук.

## Память
В честь него назван кратер на Луне.

## Сочинения
- Введение в геометрическую теорию плоских кривых («Introduzione ad una teoria geometrica delle curve plane», Болонья, 1862)
- «Preliminari di una teoria geometrica della superficie» (1867)
- «Sugli integrali e differenziali algebrici» (1870)
- «Le figure reciproche nella statica grafica» (3-е изд. 1879)
- «Elementi di calcolo grafico» (1874)
- «Collectanea matematica» (вместе с Бельтрами, 1880) и др.
- Элементы проективной геометрии: англ. изд., нем. изд.

В 1914 году издано трехтомное собрание сочинений Кремоны:
- Opere matematiche di Luigi Cremona. Pubblicati sotto gli auspici della R. Accademia dei Lincei. Milano: U. Hoepli, 1914. T. 1, 2, 3

### Переводы на русский язык
- Взаимные фигуры в графической статике / С введ. д-ра Дж. Юнге и с прил. ст. проф. К. Савиотти. Пер. с итал. и франц. яз. Б. Л. Лавровского и В. Л. Бубновой. Под ред. проф. О. К. Житомирского. Л.—М., 1936.